# Кунгой-Хасана
Кунгой-Хасана (кирг. Күңгөй-Хасана) — село в Ноокатском районе Ошской области Кыргызстана. Входит в состав Джаны-Ноокатского айылного аймака.

## География
Село расположено в западной части области, на берегу арыка Янги-Кюнгей, на расстоянии приблизительно 5 километров (по прямой) к западо-северо-западу от города Ноокат, административного центра района.

## История
Населённый пункт получил статус села согласно Закону Кыргызской Республики «Об отнесении некоторых населённых пунктов Баткенской, Джалал-Абадской, Нарынской и Ошской областей Кыргызской Республики к категории айыла (села)» от 21 апреля 2020 года.

## Население
Согласно оценочным данным Национального статистического комитета Кыргызской Республики, численность населения села на начало 2023 года составляла 1382 человека.
| год     | 2021 | 2023 |
| ------- | ---- | ---- |
| человек | 1067 | 1382 |